# Saint-Jean-du-Pin
Saint-Jean-du-Pin (okzitanisch: Sent Joan del Pin) ist eine französische Gemeinde mit 1.531 Einwohnern (Stand: 1. Januar 2022) im Département Gard in der Region Okzitanien. Sie gehört zum Arrondissement Alès und zum Kanton Alès-1. Die Einwohner werden Pinois genannt.

## Geographie
Saint-Jean-du-Pin liegt ca. zwei Kilometer westlich des Stadtzentrums von Alès. Umgeben wird Saint-Jean-du-Pin von den Nachbargemeinden Cendras im Norden, Alès im Osten, Saint-Christol-lez-Alès im Südosten und Süden, Bagard im Süden, Générargues im Südwesten, Saint-Sébastien-d’Aigrefeuille im Westen sowie Saint-Paul-la-Coste im Nordwesten. 

## Bevölkerungsentwicklung
| Jahr                       | 1962 | 1968 | 1975 | 1982 | 1990 | 1999 | 2006 | 2013 | 2020 |
| Einwohner                  | 779  | 790  | 847  | 1131 | 1231 | 1219 | 1277 | 1426 | 1539 |
| Quellen: Cassini und INSEE |      |      |      |      |      |      |      |      |      |

## Sehenswürdigkeiten
- Kirche Saint-Jean
- Burg Sauvage
- Grabhügel aus der Zeit um 2.500 vor Christus
- Die Dolmen von Moncalm liegen in den Wäldern des Weilers La Cabane, westlich von Saint-Jean-du-Pin.

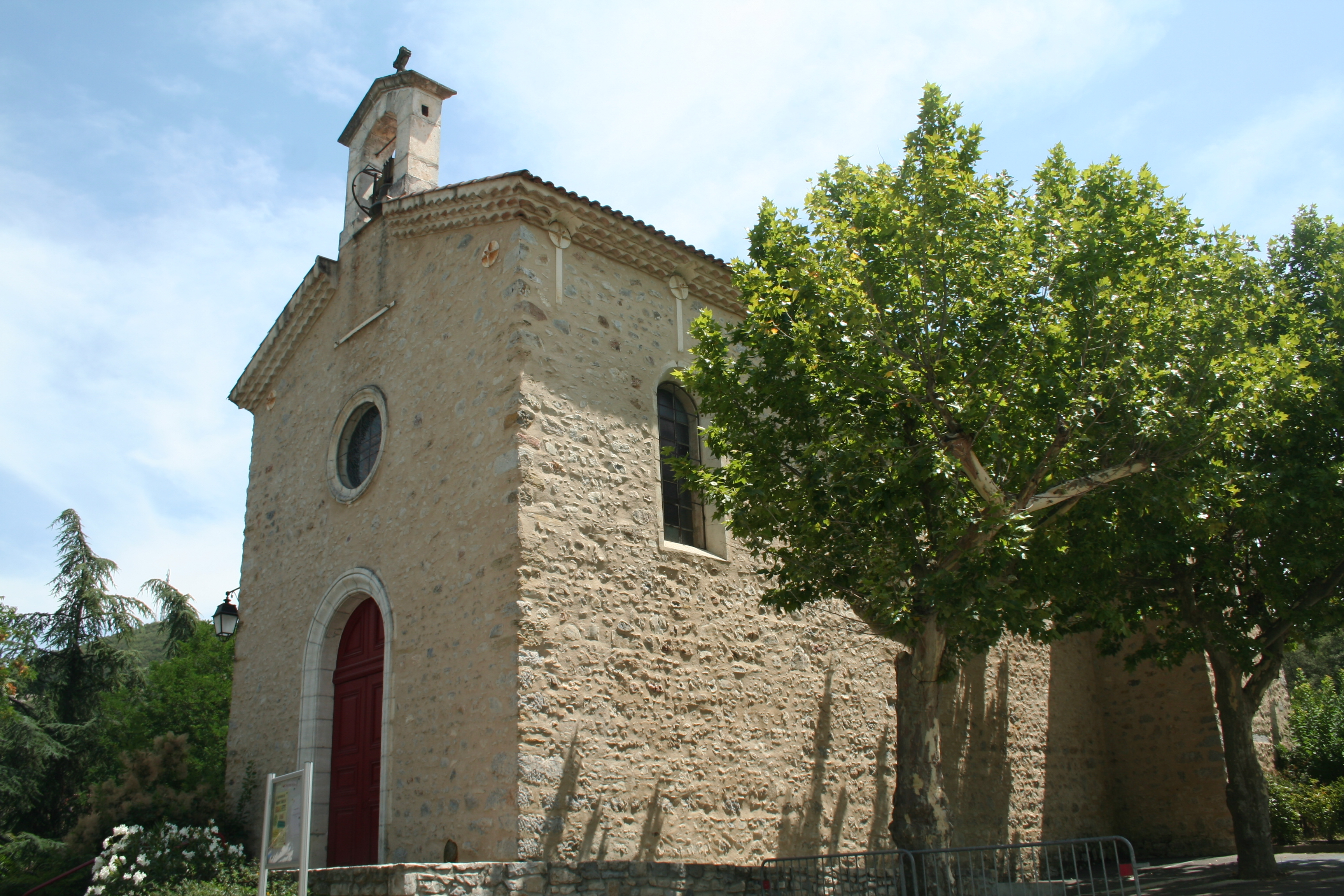
Kirche Saint-Jean
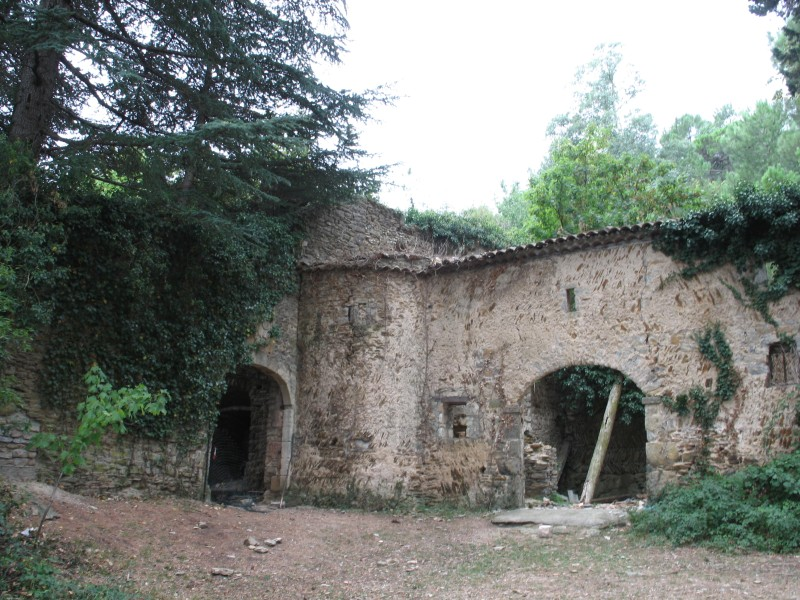
Burg Sauvage